# 학회

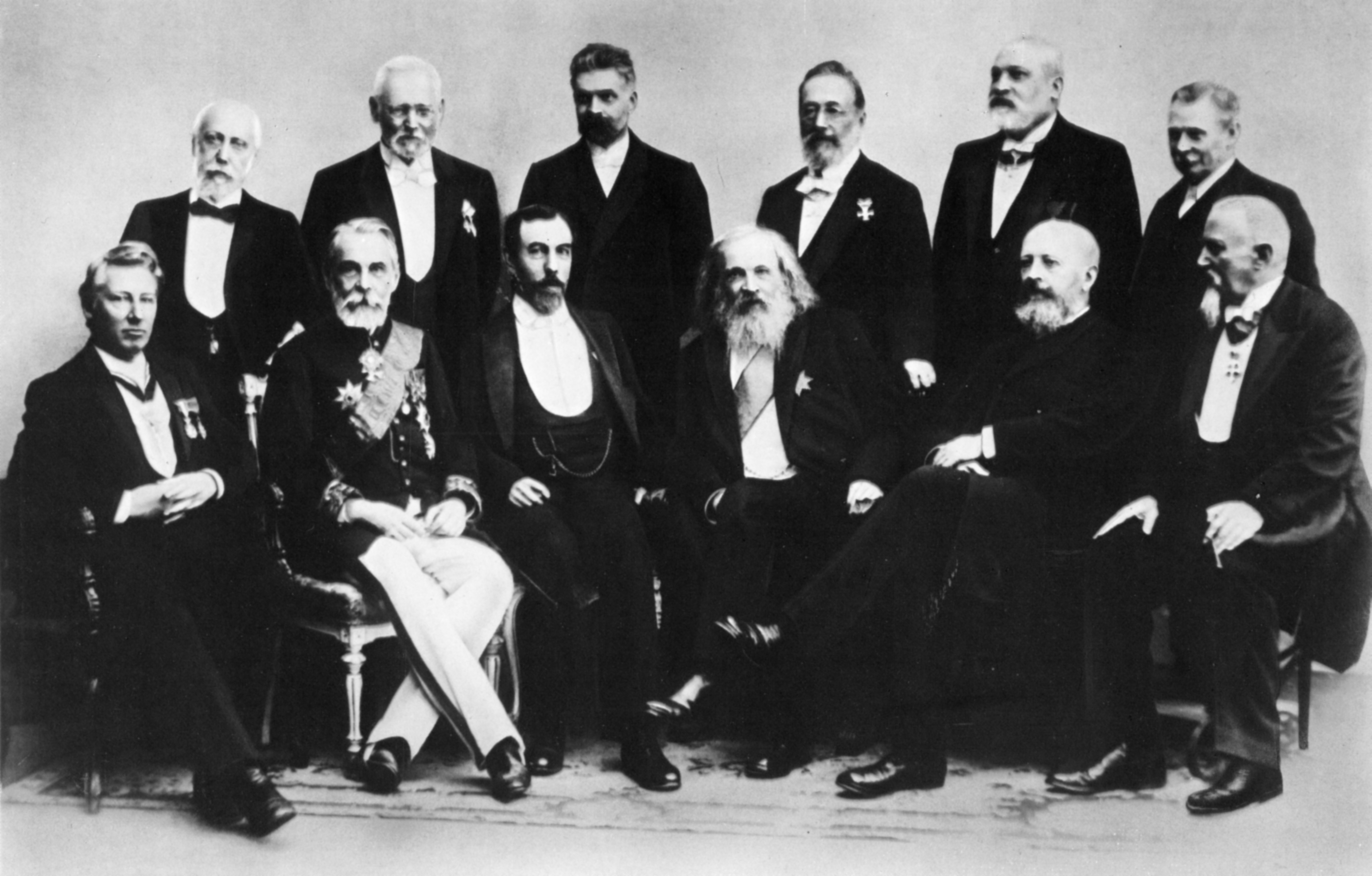

학회(學會)는 학문과 연구 종사자들이 각자의 연구 성과를 공개 발표하고 과학적인 타당성을 공개하여 검토 및 논의하는 자리이다. 동시에, 심사, 연구 발표회, 강연회, 학회지, 학술 저널 등의 연구성과 발표의 장을 제공하는 업무와 연구자 간의 교류 등의 역할도 담당 기관이기도 하다.

## 학회
- 대한의학회

## 같이 보기
- 학술회의
- 국립 아카데미